# Руденко, Виктор Николаевич
Ви́ктор Никола́евич Руде́нко (род. 25 сентября 1958, г. Сатка, Челябинской области) — российский философ и учёный-правовед, доктор юридических наук, кандидат философских наук, профессор, академик РАН (с 2019; член-корреспондент РАН с 2011). Директор Института философии и права УрО РАН (2002—2018). Председатель Уральского отделения Российской академии наук (с 2022). Вице-президент Российской академии наук (с 2022). Индекс Хирша — 28.

## Биография
В 1984 году с отличием окончил философский факультет Уральского государственного университета. В 1995 году окончил заочный факультет Уральской государственной юридической академии.
С момента основания работал в Институте философии и права УрО АН СССР (РАН), где прошёл путь от младшего научного сотрудника (с 1988) до директора института (с 2002). С 2018 года является главным научным сотрудником отдела права института. С 2017 года заместитель председателя Уральского отделения Российской академии наук. С 2022 председатель УрО РАН.
В 1988 году защитил кандидатскую диссертацию на тему «Человек как субъект в марксистской концепции практики» по философским наукам, а в 2003 году — докторскую диссертацию «Конституционно-правовые проблемы прямой демократии в современном обществе» по юридическим наукам.
Член Российского философского общества (с 1982). Член Союза журналистов России (с 2007).
С 2010 года является членом Совета при Президенте Российской Федерации по противодействию коррупции, с 2015 года является членом Комиссии по координации работы по противодействию коррупции в Свердловской области.
Главный редактор журнала «Антиномии», входит в состав редколлегии журналов «Вестник Уральского отделения РАН», «Вопросы философии» и «Вестник Пермского университета. Политология». Был главным редактором «Научного ежегодника Института философии и права УрО РАН».
Соредактор серии монографий «Феноменология политического пространства».

## Научная деятельность
Специалист в области философии, политологии и права. Автор более 300 научных трудов, из них 20 монографий. Имеет научные публикации в США, Франции, Японии, Мексике, Польше и Украине. Разработчик и соавтор 20 законопроектов.
Занимается проблемами гражданского участия в осуществлении публичной власти. Проанализировал институты современной демократии, обеспечивающие участие граждан в осуществлении публичной власти. Разработал концепцию прямой демократии, основанную на разграничении мобилизационных и согласительных политических систем. Предложил принципиально новую методологию исследования политико-правовых институтов прямой демократии (референдумов, гражданских законодательных инициатив, «народного вето», отзыва депутатов и выборных должностных лиц и др.). Развил концепцию делиберативной демократии (демократии обсуждения) в части политико-правовых институтов гражданского участия, таких как публичные слушания, консультативные общественные советы и др. Впервые осуществил комплексный анализ всех форм участия граждан в отправлении правосудия в современном мире. Главная идея работ В. Н. Руденко состоит в обосновании необходимости самоограничения власти посредством институтов гражданского участия.

## Основные работы

Профессор В.Н. Руденко в 2008 году

- Руденко В.Н. Ассоциации экономического взаимодействия субъектов Российской Федерации: правовой статус и становление федеративных отношений // Сравнительное конституционное обозрение. — 1999. — № 4. — С. 127-133.
- Руденко В.Н. Институт «народного вето»: история и современность // История государства и права. — 2002. — № 3. — С. 37-40.
- Руденко В.Н. Прямая демократия: модели правления, конституционно-правовые институты. — Екатеринбург: изд. УрО РАН, 2003. — 476 с.
- Руденко В.Н. Правовое регулирование участия граждан в референдуме в Российской Федерации // Научный ежегодник Института философии и права Уральского отделения Российской академии наук. — 2004. — Выпуск 4. — С. 440—455.
- Руденко В.Н. «Народное вето» как институт непосредственной демократии // Государство и право. — 2004. — № 3. — С. 16-22.
- Руденко В.Н. Как стать вечным президентом. Современная практика использования «гласа божьего» // Политический журнал. — 2006. — № 35-36. — С. 5-7.
- Руденко В.Н. Новые Афины, или Электронная республика (О перспективах развития прямой демократии в современном обществе) // Полис. Политические исследования. — 2006. — № 4. — С. 7-17.
- Руденко В.Н. Консультативные общественные советы в системе делиберативной демократии // Сравнительное конституционное обозрение. — 2007. — № 4. — С. 116-124.
- Руденко В.Н. Клеротерион: практика и перспективы применения // Известия высших учебных заведений. Правоведение. — 2007. — № 1. — С. 214-224.
- Руденко В.Н. Консультативные общественные советы в системе делиберативной демократии // Сравнительное конституционное обозрение. — 2007. — № 4. — С. 116-124.
- Руденко В.Н. Избрание по жребию церковных иерархов // Вопросы истории. — 2008. — № 4. — С. 132-140.
- Руденко В.Н. Система смешанных судов в Японии // Государство и право. — 2010. — № 1. — С. 95-102.
- Руденко В.Н. Участие граждан в дознании в странах общего права // Российская юстиция. — 2011. — № 2. — С. 16-19.
- Руденко В.Н. Участие граждан в отправлении правосудия в современном мире. — Екатеринбург: изд. УрО РАН, 2011. — 644 c.
- Руденко В.Н. На пути к беспристрастному правосудию (О роли жребия в судебной системе Древнего Рима) // Российский юридический журнал. — 2012. — № 5. — С. 209-219.
- Руденко В.Н. Большие гражданские жюри в Калифорнии и их роль в противодействии коррупции // Актуальные проблемы научного обеспечения государственной политики Российской Федерации в области противодействия коррупции: Сборник материалов II Всероссийской научной конференции 29 сентября — 1 октября 2015 г. — Екатеринбург: изд. ИФиП УрО РАН, 2016. — 416 с. — С. 287-307.
- Руденко В.Н. Перспективы демократии в современном конституционализме // Вестник Российской академии наук. — 2020. — № 3. — С. 259-266.
- Руденко В.Н., Корсаков К.В. Переосмысляя Нюрнберг (размышления после прочтения монографии А.Н. Савенкова «Нюрнберг: Приговор во имя Мира») // Государство и право. – 2022. – № 10. – С. 42-50.
- Руденко В.Н., Мартьянов В.С., Фишман Л.Г. Пандемия коронавируса и кризис экспертного знания: перезагрузка чуда, тайны и авторитетов // Журнал институциональных исследований. — 2022. — № 2. — С. 47-58.
- Rudenko V.N. Economic and Legal Responses to the Demands of Modernization in the Ural Region // Russian Regions: Economic Growth and Environment. — Sapporo, 2000. — P. 129-158.
- Rudenko V.N. Legal Regulation of Citizen Participation in Referenda the Russian Federation // Direct Democracy: Referendum as a Tool of Citizens' Participation in Public Life. — Strasbourg. — 23 March 2005. — P. 34-47.
- Rudenko W.N. Wlasność publiczna i jej podział w kontekście zmian społeczno-ekonomicznych w Rosji // Własność — zagadnienia ustrojowo-prawne. Porόwnanie rozwiązań w państwach Europy Środkowo-Wschodniej / Pod redakcją Krzysztofa Skotnickiego. — Łόdź, 2006. — S. 153-172.
- Rudenko V.N. La ciberrepública y el future de la democracia // Coatepec. — 2009. — № 16. — P. 165-176.
- Rudenko W.N. Demokratyczne zwierzchnictwo prawa i pozory demokracji // Demokratyczne państwo prawne w teorii i w praktyce w państwach Europy Środkowej i Wschodniej / Pod redakcją Krzysztofa Skotnickiego. — Łódź, 2010. — S. 46-61.

## Награды
Награждён медалью ордена «За заслуги перед Отечеством» II степени и орденом Дружбы (2024).